# Orthizema pullator
Orthizema pullator är en stekelart som först beskrevs av Johann Ludwig Christian Gravenhorst 1829.  Orthizema pullator ingår i släktet Orthizema och familjen brokparasitsteklar. Arten är reproducerande i Sverige. Inga underarter finns listade i Catalogue of Life.